# ЕХФ Лига шампиона за жене
ЕХФ Лига шампиона за жене је најважније и најјаче такмичење у женском клупском рукомету у Европи. Такмичење се одржава у организацији Европске рукометне федерације (ЕХФ) и игра се од сезоне 1960/61. Од свог настанка до сезоне 1992/93. такмичење се звало Куп европских шампиона, док од сезоне 1993/94. мења назив у ЕХФ Лига шампиона.

## Турнир

### Квалификације
Сваке године ЕХФ објављује ранг листу чланица своје федерације. Прве 24 нације могу да учествују на турниру са њиховим националним шампионима. Нације рангиране од 1 до 7 добијају додатно место, као и федерација браниоца титуле, која је такође аутоматски квалификована.

### Фазе
Лига шампиона је подељена у шест фаза. У зависности од рангирања њеног националног савеза, тимови могу ући у конкуренцију у различитим фазама. Бранилац титуле заједно са шампионима из најбоље рангираних држава почињу такмичење у групној фази, док ниже рангиране нације треба да прођу кроз квалификационе турнире.

#### Први квалификациони турнир
Формирају се две групе од три или четири екипе. Екипе из сваке групе играју међусобно у једном месту током викенда. Најбоље две екипе из сваке групе пролазе на 2. квалификациони турнир. Преостали клубови могу наставити такмичење у ЕХФ купу од 2. кола.

#### Други квалификациони турнир
Формирају се четири групе од три или четири екипе. Примењује се систем првог кв. турнира, екипе играју међусобно у једном месту у викенду. Најбољи клуб из сваке групе пролази у групну фазу.. Преостали клубови могу наставити такмичење у ЕХФ купу од 3. кола.

#### Групна фаза
Клубови квалификовани са квалификационог турнира су се придружили браниоцу титуле и првацима националних шампионата најбоље рангираних савеза. Формирају се четири групе са по четири екипе. Екипе играју са сваким два пута међусобно, као домаћини и као гости. Најбоље две екипе из сваке групе пролазе у наредну фазу. Преостали клубови могу наставити такмичење у Купу победника купова од 4. кола.

#### Четвртфиналне групе
Формирају се две групе по четири екипе. Клубови играју са сваким два пута међусобно, као домаћини и као гости. Најбоље две екипе из сваке групе пролазе у полуфинале.

#### Полуфинале
Упаривање за последње четири екипе у конкуренцији одлучује се жребом. Сваки пар игра два меча, као домаћин и гост. Два победника иду у финале.

#### Финале
Финалисти играју два меча као домаћини и гости. Клуб са најбољим комбинованим резултатом осваја такмичење.

## Успешност по клубовима
| Клуб                   | Победник | Финалиста | Године победник                                                              | Године финалиста             |
| ---------------------- | -------- | --------- | ---------------------------------------------------------------------------- | ---------------------------- |
| Спартак Кијев          | 13       | 2         | 1970, 1971, 1972, 1973, 1975, 1977, 1979, 1981, 1983, 1985, 1986, 1987, 1988 | 1974, 1989                   |
| Хипо Доња Аустрија     | 8        | 5         | 1989, 1990, 1992, 1993, 1994, 1995, 1998, 2000                               | 1987, 1988, 1991, 1996, 2008 |
| Ђер                    | 7        | 4         | 2013, 2014, 2017, 2018, 2019, 2024, 2025                                     | 2009, 2012, 2016, 2022       |
| Раднички Београд       | 3        | 4         | 1976, 1980, 1984                                                             | 1981, 1982, 1983, 1985       |
| Виборг                 | 3        | 2         | 2006, 2009, 2010                                                             | 1997, 2001                   |
| Слагелсе               | 3        | 0         | 2004, 2005, 2007                                                             |                              |
| Вајперс Кристијансанд  | 3        | 0         | 2021, 2022, 2023                                                             |                              |
| Лајпциг                | 2        | 4         | 1966, 1974                                                                   | 1967, 1970, 1972, 1977       |
| Крим                   | 2        | 3         | 2001, 2003                                                                   | 1999, 2004, 2006             |
| Будућност Подгорица    | 2        | 1         | 2012, 2015                                                                   | 2014                         |
| Жалгирис Каунас        | 2        | 0         | 1967, 1968                                                                   |                              |
| Вашаш Будимпешта       | 1        | 4         | 1982                                                                         | 1978, 1979, 1993, 1994       |
| Сагунто                | 1        | 2         | 1997                                                                         | 1998, 2003                   |
| Кометал Ђорче Петров   | 1        | 2         | 2002                                                                         | 2000, 2005                   |
| Ларвик                 | 1        | 2         | 2011                                                                         | 2013, 2015                   |
| Копенхаген             | 1        | 1         | 1965                                                                         | 1966                         |
| ТВ Гисен-Лицелинден    | 1        | 1         | 1991                                                                         | 1992                         |
| Подравка Копривница    | 1        | 1         | 1996                                                                         | 1995                         |
| Штинца Букурешт        | 1        | 0         | 1961                                                                         |                              |
| Спарта Праг            | 1        | 0         | 1962                                                                         |                              |
| Труд Москва            | 1        | 0         | 1963                                                                         |                              |
| Рапид Букурешт         | 1        | 0         | 1964                                                                         |                              |
| ТСЦ Берлин             | 1        | 0         | 1978                                                                         |                              |
| Дунафер НК             | 1        | 0         | 1999                                                                         |                              |
| Звезда Звенигород      | 1        | 0         | 2008                                                                         |                              |
| Букурешт               | 1        | 0         | 2016                                                                         |                              |
| Ференцварош Будимпешта | 0        | 3         |                                                                              | 1971, 2002, 2023             |
| Вардар                 | 0        | 2         |                                                                              | 2017, 2018                   |
| Динамо Праг            | 0        | 1         |                                                                              | 1961                         |
| ОРК Београд            | 0        | 1         |                                                                              | 1962                         |
| Фредериксберг ИФ       | 0        | 1         |                                                                              | 1963                         |
| Хелсингер ИФ           | 0        | 1         |                                                                              | 1964                         |
| Спартакус Будимпешта   | 0        | 1         |                                                                              | 1965                         |
| Емпор Росток           | 0        | 1         |                                                                              | 1968                         |
| Универзитатеа Темишвар | 0        | 1         |                                                                              | 1973                         |
| Локомотива Загреб      | 0        | 1         |                                                                              | 1975                         |
| Мора Свифт Рурмонд     | 0        | 1         |                                                                              | 1976                         |
| Интер Братислава       | 0        | 1         |                                                                              | 1980                         |
| Бајер Леверкузен       | 0        | 1         |                                                                              | 1984                         |
| Штинца Бакау           | 0        | 1         |                                                                              | 1986                         |
| Кубан Краснодар        | 0        | 1         |                                                                              | 1990                         |
| Лада Тољати            | 0        | 1         |                                                                              | 2007                         |
| Олтчим Рамнику Валча   | 0        | 1         |                                                                              | 2010                         |
| Итиксако               | 0        | 1         |                                                                              | 2011                         |
| Ростов Дон             | 0        | 1         |                                                                              | 2019                         |
| Брест                  | 0        | 1         |                                                                              | 2021                         |
| Битигхајм              | 0        | 1         |                                                                              | 2024                         |
| Оденсе                 | 0        | 1         |                                                                              | 2025                         |